# Tan Lines
Tan Lines (česky Proužky od opalování) je australský hraný film z roku 2007, který režíroval Ed Aldridge podle vlastního scénáře. Snímek měl světovou premiéru na New York International Independent Film and Video Festivalu.

## Děj
Midget a Dan jsou kamarádi ze školy a prázdniny vyplňují především surfováním, skateováním a kouřením trávy. Po čtyřech letech přijíždí domů Danův starší bratr Cass, který odešel z domova kvůli své homosexualitě. Midget je také gay, ale přede všemi to tají. S Cassem naváže utajovaný vztah. Cass ovšem nepovažuje jejich vztah za rovnoprávný. Když Dan napadne jeho bývalého učitele McKinzieho, se kterým měl kdysi Cass na škole poměr, rozhodne se opět odjet. Midget chce odjet s ním, ale Cass odjíždí spolu s McKinziem.

## Obsazení
| Jack Baxter      | Midget Hollows  |
| Lorena Arancibia | Betty Hollows   |
| Jed Clarke       | Dan Masters     |
| Daniel O'Leary   | Cass Masters    |
| Curtis Dickson   | Paul            |
| Lucy Minter      | Alice McQuillan |
| Christian Willis | McKinzie        |
| Don Atkinson     | pan Masters     |
| Mary Regan       | paní Mastersová |